# 190
Évszázadok: 1. század – 2. század – 3. század
Évtizedek: 140-es évek – 150-es évek – 160-as évek – 170-es évek – 180-as évek – 190-es évek – 200-as évek – 210-es évek – 220-as évek – 230-as évek – 240-es évek
Évek: 185 – 186 – 187 – 188 –  189 – 190 – 191 – 192 – 193 – 194 – 195

## Események

### Római Birodalom
- Commodus császárt (helyettese többek között Lucius Septimius Severus) és Marcus Petronius Sura Septimianust (helyettese Apuleius Rufinus) választják consulnak. Ebben az évben rekordszámú, összesen 25 helyettes consult neveznek ki, mert a császár kamarása, Marcus Aurelius Cleander pénzért árulja a címet.
- Gabonahiány Rómában. A nép Commodus kegyencét, a kormányzást kézben tartó, korrupt Cleandert hibáztatja és a Circus Maximusban zavargások törnek ki ellene. Cleander a praetoriánus gárdát küldi ellenük, de Pertinax, a városi praefectus a vigileket (rendőrséget) veti be a testőrgárdával szemben. Cleander a császár lakhelyére menekül, de a tömeg követi és a fejét követeli. Commodus szeretőjére, Marciára hallgatva lefejezteti Cleandert.
- A császár Lucius Aelius Aurelius Commodusra változtatja a nevét. Továbbra is kerüli a közvetlen kormányzást, az ügyeket helyette Marcia, a Cleander helyetti új kamarás, Eclectus és az új testőrparancsnok, Quintus Aemilius Laetus intézi.

### Pártus Birodalom
- II. Oszroész megpróbálja elbitorolni a trónt IV. Vologaészésztől, de lázadását hamarosan leverik.

### Kína
- A hatalmat magához ragadó Tung Cso ellen koalíciót szerveznek a tartományi kormányzók és a hadsereg vezetői. Amikor a fővároshoz, Lojanghoz közelítenek, Tung Cso meggyilkoltatja a lemondatott gyerekcsászárt, Liu Pient, kirabolja a kincstárat, a császársírokat és a gazdag polgárokat, felgyújtja a palotát, majd visszavonul a régi fővárosba, Csanganba.
- Tung Cso megpróbál rajtaütni a közelítő koalíciós erőkön, de támadását visszaverik.

## Halálozások
- Március 6. – Liu Pien, kínai császár
- Marcus Aurelius Cleander, római politikus
- Athéni Szent Athénagorasz, keresztény filozófus

## Fordítás
- Ez a szócikk részben vagy egészben  a(z)   190 című francia Wikipédia-szócikk ezen változatának fordításán alapul.  Az eredeti cikk szerkesztőit annak laptörténete sorolja fel. Ez a jelzés csupán a megfogalmazás eredetét és a szerzői jogokat jelzi, nem szolgál a cikkben szereplő információk forrásmegjelöléseként.